# سوفیا هاک
سوفیا هاک (انگلیسی: Sophiya Haque; ۱۴ ژوئن ۱۹۷۱ – ۱۷ ژانویهٔ ۲۰۱۳) هنرپیشه، خواننده و مجری تلویزیون اهل بریتانیا بود. وی بین سال‌های ۱۹۷۸ تا ۲۰۱۳ میلادی فعالیت می‌کرد.
از فیلم‌ها یا برنامه‌های تلویزیونی که وی در آن نقش داشته‌است می‌توان به تحت تعقیب اشاره کرد.